# Världscupen i skidskytte 2016/2017

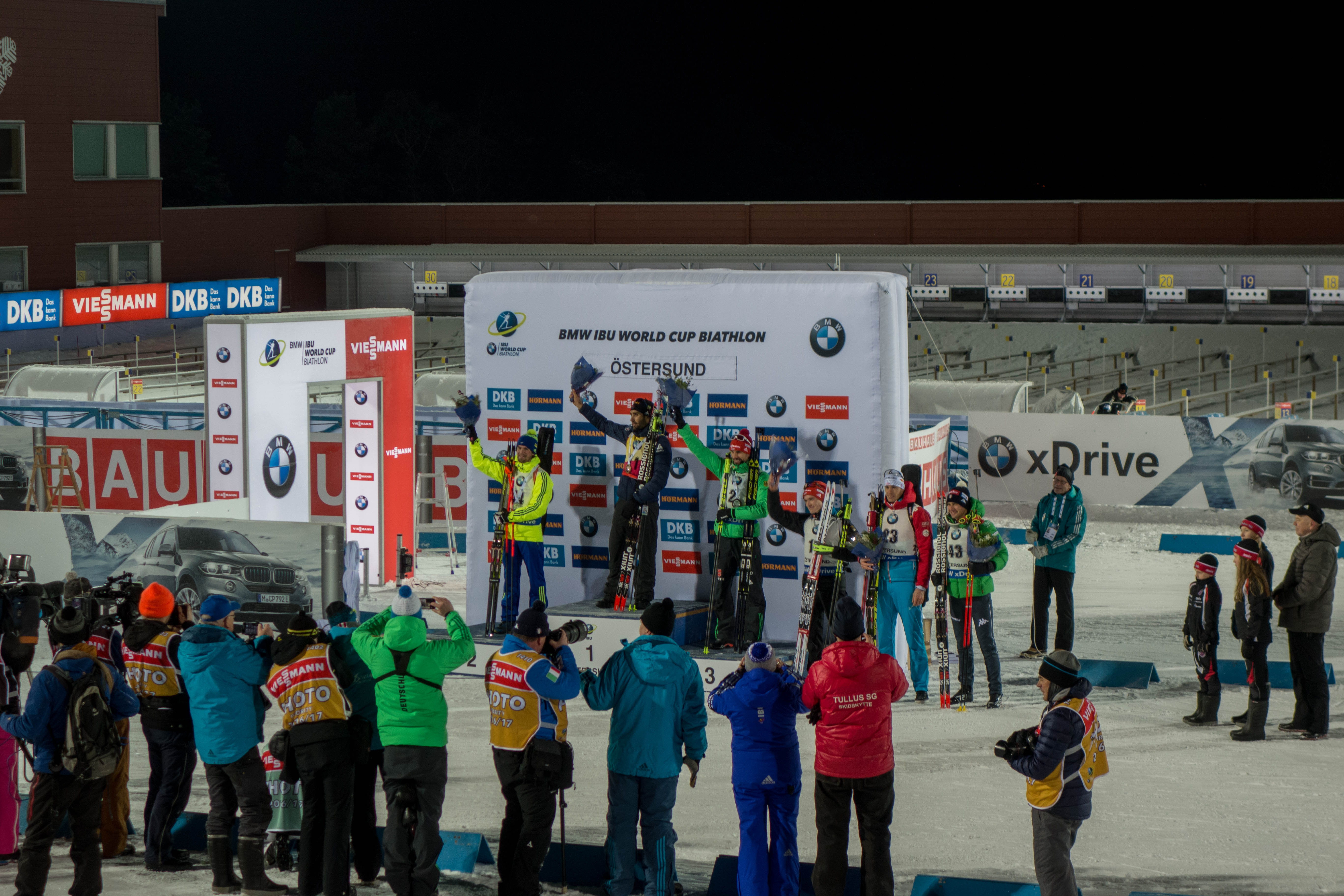
Prisceremoni efter herrarnas Sprintlopp vid Världscupen i Östersund 2016.

Världscupen i skidskytte 2016/2017 inleddes den 27 november 2016 i Östersund, Sverige och avslutades den 19 mars 2017 i Oslo, Norge. Den 9–19 februari 2017 avgjordes världsmästerskapen i österrikiska Hochfilzen som ingick i världscupserien.
Regerande världscupsegrare från föregående säsong var Martin Fourcade, Frankrike och Gabriela Koukalová, Tjeckien.

## Tävlingsprogram
Världscupsäsongen bestod av sammanlagt 36 deltävlingar på tio olika platser i världen, inklusive VM. Programmet är lika för både damer och herrar.
| Plats              | Datum                  | Distans | Sprint | Jaktstart | Masstart | Stafett | Mixstafett | Singel mixstafett |
| ------------------ | ---------------------- | ------- | ------ | --------- | -------- | ------- | ---------- | ----------------- |
| Östersund          | 27 november–4 december | ●       | ●      | ●         |          |         | ●          | ●                 |
| Pokljuka           | 9–11 december          |         | ●      | ●         |          | ●       |            |                   |
| Nové Město         | 15–18 december         |         | ●      | ●         | ●        |         |            |                   |
| Oberhof            | 5–8 januari            |         | ●      | ●         | ●        |         |            |                   |
| Ruhpolding         | 11–15 januari          |         | ●      | ●         |          | ●       |            |                   |
| Antholz-Anterselva | 19–22 januari          | ●       |        |           | ●        | ●       |            |                   |
| Hochfilzen (VM)    | 9–19 februari          | ●       | ●      | ●         | ●        | ●       | ●          |                   |
| Pyeongchang        | 2–5 mars               |         | ●      | ●         |          | ●       |            |                   |
| Kontiolax          | 10–12 mars             |         | ●      | ●         |          |         | ●          | ●                 |
| Holmenkollen       | 17–19 mars             |         | ●      | ●         | ●        |         |            |                   |
| Totalt             | Totalt                 | 3       | 9      | 9         | 5        | 5       | 3          | 2                 |

## Resultat

### Herrar
| Datum                                                        | Disciplin           | Etta                 | Tvåa                   | Trea                   | Referens |
| ------------------------------------------------------------ | ------------------- | -------------------- | ---------------------- | ---------------------- | -------- |
| 1. Världscuppremiär i Östersund, 27 november–4 december 2016 |                     |                      |                        |                        |          |
| 1 december 2016                                              | Distans (20 km)     | Martin Fourcade      | Johannes Thingnes Bø   | Vladimir Tjepelin      |          |
| 3 december 2016                                              | Sprint (10 km)      | Martin Fourcade      | Fredrik Lindström      | Arnd Peiffer           |          |
| 4 december 2016                                              | Jaktstart (12,5 km) | Anton Babikov        | Maksim Tsvetkov        | Martin Fourcade        |          |
| 2. Världscupen i Pokljuka, 9–11 december 2016                |                     |                      |                        |                        |          |
| 9 december 2016                                              | Sprint (10 km)      | Martin Fourcade      | Johannes Thingnes Bø   | Anton Sjipulin         |          |
| 10 december 2016                                             | Jaktstart (12,5 km) | Martin Fourcade      | Emil Hegle Svendsen    | Anton Sjipulin         |          |
| 3. Världscupen i Nové Město na Moravě, 15–17 december 2016   |                     |                      |                        |                        |          |
| 15 december 2016                                             | Sprint (10 km)      | Martin Fourcade      | Anton Sjipulin         | Emil Hegle Svendsen    |          |
| 17 december 2016                                             | Jaktstart (12,5 km) | Martin Fourcade      | Anton Sjipulin         | Quentin Fillon Maillet |          |
| 18 december 2016                                             | Masstart (15 km)    | Martin Fourcade      | Simon Schempp          | Anton Babikov          |          |
| 4. Världscupen i Oberhof, 5–8 januari 2017                   |                     |                      |                        |                        |          |
| 5 januari 2017                                               | Sprint (10 km)      | Julian Eberhard      | Michal Šlesingr        | Dominik Windisch       |          |
| 7 januari 2017                                               | Jaktstart (12,5 km) | Martin Fourcade      | Arnd Peiffer           | Dominik Windisch       |          |
| 8 januari 2017                                               | Masstart (15 km)    | Simon Schempp        | Erik Lesser            | Martin Fourcade        |          |
| 5. Världscupen i Ruhpolding, 11–15 januari 2017              |                     |                      |                        |                        |          |
| 13 januari 2017                                              | Sprint (10 km)      | Martin Fourcade      | Julian Eberhard        | Emil Hegle Svendsen    |          |
| 15 januari 2017                                              | Jaktstart (12,5 km) | Martin Fourcade      | Emil Hegle Svendsen    | Michal Krčmář          |          |
| 6. Världscupen i Antholz, 19–22 januari 2017                 |                     |                      |                        |                        |          |
| 20 januari 2017                                              | Distans (20 km)     | Anton Sjipulin       | Martin Fourcade        | Serhij Semenov         |          |
| 22 januari 2017                                              | Masstart (15 km)    | Johannes Thingnes Bø | Quentin Fillon Maillet | Anton Sjipulin         |          |
| 7. Världsmästerskapen i Hochfilzen, 9–19 februari 2017       |                     |                      |                        |                        |          |
| 11 februari 2017                                             | Sprint (10 km)      | Benedikt Doll        | Johannes Thingnes Bø   | Martin Fourcade        |          |
| 12 februari 2017                                             | Jaktstart (12,5 km) | Martin Fourcade      | Johannes Thingnes Bø   | Ole Einar Bjørndalen   |          |
| 16 februari 2017                                             | Distans (20 km)     | Lowell Bailey        | Ondřej Moravec         | Martin Fourcade        |          |
| 19 februari 2017                                             | Masstart (15 km)    | Simon Schempp        | Johannes Thingnes Bø   | Simon Eder             |          |
| 8. Världscupen i Pyeongchang, 2–5 mars 2017                  |                     |                      |                        |                        |          |
| 3 mars 2017                                                  | Sprint (10 km)      | Julian Eberhard      | Lowell Bailey          | Martin Fourcade        |          |
| 4 mars 2017                                                  | Jaktstart (12,5 km) | Martin Fourcade      | Anton Sjipulin         | Julian Eberhard        |          |
| 9. Världscupen i Kontiolax, 10–12 mars 2017                  |                     |                      |                        |                        |          |
| 10 mars 2017                                                 | Sprint (10 km)      | Martin Fourcade      | Ondřej Moravec         | Emil Hegle Svendsen    |          |
| 11 mars 2017                                                 | Jaktstart (12,5 km) | Arnd Peiffer         | Simon Eder             | Emil Hegle Svendsen    |          |
| 10. Världscupfinal i Holmenkollen, 17–19 mars 2017           |                     |                      |                        |                        |          |
| 17 mars 2017                                                 | Sprint (10 km)      | Johannes Thingnes Bø | Martin Fourcade        | Anton Sjipulin         |          |
| 18 mars 2017                                                 | Jaktstart (12,5 km) | Anton Sjipulin       | Martin Fourcade        | Johannes Thingnes Bø   |          |
| 19 mars 2017                                                 | Masstart (15 km)    | Martin Fourcade      | Andrejs Rastorgujevs   | Simon Eder             |          |

### Damer
| Datum                                                        | Disciplin          | Etta               | Tvåa               | Trea               | Referens |
| ------------------------------------------------------------ | ------------------ | ------------------ | ------------------ | ------------------ | -------- |
| 1. Världscuppremiär i Östersund, 27 november–4 december 2016 |                    |                    |                    |                    |          |
| 30 november 2016                                             | Distans (15 km)    | Laura Dahlmeier    | Anaïs Bescond      | Darja Jurkevitj    |          |
| 3 december 2016                                              | Sprint (7,5 km)    | Marie Dorin Habert | Kaisa Mäkäräinen   | Gabriela Koukalová |          |
| 4 december 2016                                              | Jaktstart (10 km)  | Gabriela Koukalová | Laura Dahlmeier    | Dorothea Wierer    |          |
| 2. Världscupen i Pokljuka, 9–11 december 2016                |                    |                    |                    |                    |          |
| 9 december 2016                                              | Sprint (7,5 km)    | Laura Dahlmeier    | Justine Braisaz    | Marte Olsbu        |          |
| 10 december 2016                                             | Jaktstart (10 km)  | Laura Dahlmeier    | Kaisa Mäkäräinen   | Eva Puskarčíková   |          |
| 3. Världscupen i Nové Město na Moravě, 15–17 december 2016   |                    |                    |                    |                    |          |
| 16 december 2016                                             | Sprint (7,5 km)    | Tatjana Akimova    | Anaïs Chevalier    | Susan Dunklee      |          |
| 17 december 2016                                             | Jaktstart (10 km)  | Anaïs Chevalier    | Dorothea Wierer    | Tatiana Akimova    |          |
| 18 december 2016                                             | Masstart (12,5 km) | Gabriela Koukalová | Laura Dahlmeier    | Dorothea Wierer    |          |
| 4. Världscupen i Oberhof, 5–8 januari 2017                   |                    |                    |                    |                    |          |
| 6 januari 2017                                               | Sprint (7,5 km)    | Gabriela Koukalová | Kaisa Mäkäräinen   | Marie Dorin Habert |          |
| 7 januari 2017                                               | Jaktstart (10 km)  | Marie Dorin Habert | Gabriela Koukalová | Kaisa Mäkäräinen   |          |
| 8 januari 2017                                               | Masstart (12,5 km) | Gabriela Koukalová | Laura Dahlmeier    | Eva Puskarčíková   |          |
| 5. Världscupen i Ruhpolding, 11–15 januari 2017              |                    |                    |                    |                    |          |
| 14 januari 2017                                              | Sprint (7,5 km)    | Kaisa Mäkäräinen   | Gabriela Koukalová | Laura Dahlmeier    |          |
| 15 januari 2017                                              | Jaktstart (10 km)  | Kaisa Mäkäräinen   | Gabriela Koukalová | Marie Dorin Habert |          |
| 6. Världscupen i Antholz, 19–22 januari 2017                 |                    |                    |                    |                    |          |
| 19 januari 2017                                              | Distans (15 km)    | Laura Dahlmeier    | Anaïs Chevalier    | Alexia Runggaldier |          |
| 21 januari 2017                                              | Masstart (12,5 km) | Nadine Horchler    | Laura Dahlmeier    | Gabriela Koukalová |          |
| 7. Världsmästerskapen i Hochfilzen, 9–19 februari 2017       |                    |                    |                    |                    |          |
| 10 februari 2017                                             | Sprint (7,5 km)    | Gabriela Koukalová | Laura Dahlmeier    | Anaïs Chevalier    |          |
| 12 februari 2017                                             | Jaktstart (10 km)  | Laura Dahlmeier    | Darja Domratjeva   | Gabriela Koukalová |          |
| 15 februari 2017                                             | Distans (15 km)    | Laura Dahlmeier    | Gabriela Koukalová | Alexia Runggaldier |          |
| 19 februari 2017                                             | Masstart (12,5 km) | Laura Dahlmeier    | Susan Dunklee      | Kaisa Mäkäräinen   |          |
| 8. Världscupen i Pyeongchang, 2–5 mars 2017                  |                    |                    |                    |                    |          |
| 2 mars 2017                                                  | Sprint (7,5 km)    | Laura Dahlmeier    | Tiril Eckhoff      | Anaïs Chevalier    |          |
| 4 mars 2017                                                  | Jaktstart (10 km)  | Laura Dahlmeier    | Kaisa Mäkäräinen   | Anaïs Bescond      |          |
| 9. Världscupen i Kontiolax, 10–12 mars 2017                  |                    |                    |                    |                    |          |
| 10 mars 2017                                                 | Sprint (7,5 km)    | Tiril Eckhoff      | Laura Dahlmeier    | Darja Domratjeva   |          |
| 11 mars 2017                                                 | Jaktstart (10 km)  | Laura Dahlmeier    | Marie Dorin Habert | Lisa Vittozzi      |          |
| 10. Världscupfinal i Holmenkollen, 17–19 mars 2017           |                    |                    |                    |                    |          |
| 17 mars 2017                                                 | Sprint (7,5 km)    | Mari Laukkanen     | Justine Braisaz    | Anaïs Bescond      |          |
| 18 mars 2017                                                 | Jaktstart (10 km)  | Mari Laukkanen     | Gabriela Koukalová | Justine Braisaz    |          |
| 19 mars 2017                                                 | Masstart (12,5 km) | Tiril Eckhoff      | Gabriela Koukalová | Kaisa Mäkäräinen   |          |

### Herrar lag
| Datum                                                  | Disciplin            | Etta                                                                                         | Tvåa                                                                                    | Trea                                                                                          | Referens |
| ------------------------------------------------------ | -------------------- | -------------------------------------------------------------------------------------------- | --------------------------------------------------------------------------------------- | --------------------------------------------------------------------------------------------- | -------- |
| 2. Världscupen i Pokljuka, 9–11 december 2016          |                      |                                                                                              |                                                                                         |                                                                                               |          |
| 11 december 2016                                       | Stafett (4 × 7,5 km) | Frankrike Jean-Guillaume Béatrix Quentin Fillon Maillet Simon Desthieux Martin Fourcade      | Ryssland Maksim Tsvetkov Anton Babikov Matvej Jelisejev Anton Sjipulin                  | Tyskland Erik Lesser Matthias Dorfer Benedikt Doll Simon Schempp                              |          |
| 5. Världscupen i Ruhpolding, 11–15 januari 2017        |                      |                                                                                              |                                                                                         |                                                                                               |          |
| 11 januari 2017                                        | Stafett (4 × 7,5 km) | Norge Ole Einar Bjørndalen Vetle Sjåstad Christiansen Henrik L’Abée-Lund Emil Hegle Svendsen | Ryssland Aleksej Volkov Anton Sjipulin Matvej Jelisejev Anton Babikov                   | Tyskland Erik Lesser Benedikt Doll Arnd Peiffer Simon Schempp                                 |          |
| 6. Världscupen i Antholz, 19–22 januari 2017           |                      |                                                                                              |                                                                                         |                                                                                               |          |
| 21 januari 2017                                        | Stafett (4 × 7,5 km) | Tyskland Erik Lesser Benedikt Doll Arnd Peiffer Simon Schempp                                | Norge Lars Helge Birkeland Henrik L’Abée-Lund Johannes Thingnes Bø Emil Hegle Svendsen  | Ryssland Maksim Tsvetkov Jevgenij Garanitjev Dmitrij Malysjko Anton Babikov                   |          |
| 7. Världsmästerskapen i Hochfilzen, 9–19 februari 2017 |                      |                                                                                              |                                                                                         |                                                                                               |          |
| 18 februari 2017                                       | Stafett (4 × 7,5 km) | Ryssland Aleksej Volkov Maksim Tsvetkov Anton Babikov Anton Sjipulin                         | Frankrike Jean-Guillaume Béatrix Quentin Fillon Maillet Simon Desthieux Martin Fourcade | Österrike Daniel Mesotitsch Julian Eberhard Simon Eder Dominik Landertinger                   |          |
| 8. Världscupen i Pyeongchang, 2–5 mars 2017            |                      |                                                                                              |                                                                                         |                                                                                               |          |
| 5 mars 2017                                            | Stafett (4 × 7,5 km) | Frankrike Jean-Guillaume Béatrix Simon Fourcade Simon Desthieux Martin Fourcade              | Österrike Lorenz Wäger Simon Eder Julian Eberhard Dominik Landertinger                  | Norge Vetle Sjåstad Christiansen Ole Einar Bjørndalen Vegard Gjermundshaug Henrik L'Abee-Lund |          |

### Damer lag
| Datum                                                  | Disciplin          | Etta                                                                              | Tvåa                                                                         | Trea                                                                          | Referens |
| ------------------------------------------------------ | ------------------ | --------------------------------------------------------------------------------- | ---------------------------------------------------------------------------- | ----------------------------------------------------------------------------- | -------- |
| 2. Världscupen i Pokljuka, 9–11 december 2016          |                    |                                                                                   |                                                                              |                                                                               |          |
| 11 december 2016                                       | Stafett (4 × 6 km) | Tyskland Vanessa Hinz Franziska Hildebrand Maren Hammerschmidt Laura Dahlmeier    | Frankrike Anaïs Chevalier Justine Braisaz Célia Aymonier Marie Dorin Habert  | Ukraina Irina Varvjnets Julija Dzjyma Olena Pidhrusjna Anastasija Merkusjyna  |          |
| 5. Världscupen i Ruhpolding, 11–15 januari 2017        |                    |                                                                                   |                                                                              |                                                                               |          |
| 12 januari 2017                                        | Stafett (4 × 6 km) | Tyskland Vanessa Hinz Maren Hammerschmidt Franziska Preuß Laura Dahlmeier         | Frankrike Anaïs Chevalier Justine Braisaz Anaïs Bescond Célia Aymonier       | Norge Kaia Wøien Nicolaisen Hilde Fenne Tiril Eckhoff Marte Olsbu             |          |
| 6. Världscupen i Antholz, 19–22 januari 2017           |                    |                                                                                   |                                                                              |                                                                               |          |
| 22 januari 2017                                        | Stafett (4 × 6 km) | Tyskland Vanessa Hinz Maren Hammerschmidt Franziska Hildebrand Laura Dahlmeier    | Frankrike Anaïs Chevalier Justine Braisaz Anaïs Bescond Marie Dorin Habert   | Italien Lisa Vittozzi Federica Sanfilippo Alexia Runggaldier Dorothea Wierer  |          |
| 7. Världsmästerskapen i Hochfilzen, 9–19 februari 2017 |                    |                                                                                   |                                                                              |                                                                               |          |
| 17 februari 2017                                       | Stafett (4 × 6 km) | Tyskland Vanessa Hinz Maren Hammerschmidt Franziska Hildebrand Laura Dahlmeier    | Ukraina Iryna Varvynets Julija Dzjyma Anastasija Merkusjyna Olena Pidhrusjna | Frankrike Anaïs Chevalier Célia Aymonier Justine Braisaz Marie Dorin Habert   |          |
| 8. Världscupen i Pyeongchang, 2–5 mars 2017            |                    |                                                                                   |                                                                              |                                                                               |          |
| 5 mars 2017                                            | Stafett (4 × 6 km) | Tyskland Nadine Horchler Maren Hammerschmidt Denise Herrmann Franziska Hildebrand | Norge Kaia Wøien Nicolaisen Hilde Fenne Tiril Eckhoff Marte Olsbu            | Tjeckien Jessica Jislová Eva Puskarčíková Lucie Charvátová Gabriela Koukalová |          |

### Mix
| Datum                                                        | Disciplin                       | Etta                                                                              | Tvåa                                                                                | Trea                                                                        | Referens |
| ------------------------------------------------------------ | ------------------------------- | --------------------------------------------------------------------------------- | ----------------------------------------------------------------------------------- | --------------------------------------------------------------------------- | -------- |
| 1. Världscuppremiär i Östersund, 27 november–4 december 2016 |                                 |                                                                                   |                                                                                     |                                                                             |          |
| 27 november 2016                                             | Stafett (2 × 6 km + 2 × 7,5 km) | Norge Marte Olsbu Fanny Horn Birkeland Ole Einar Bjørndalen Johannes Thingnes Bø  | Tyskland Franziska Hildebrand Laura Dahlmeier Benedikt Doll Arnd Peiffer            | Italien Lisa Vittozzi Dorothea Wierer Lukas Hofer Dominik Windisch          |          |
| 27 november 2016                                             | Stafett singel                  | Frankrike Marie Dorin Habert Martin Fourcade                                      | Österrike Lisa Hauser Simon Eder                                                    | Tyskland Franziska Preuß Erik Lesser                                        |          |
| 7. Världsmästerskapen i Hochfilzen, 9–19 februari 2017       |                                 |                                                                                   |                                                                                     |                                                                             |          |
| 8 februari 2017                                              | Stafett (2 × 6 km + 2 × 7,5 km) | Tyskland Vanessa Hinz Laura Dahlmeier Arnd Peiffer Simon Schempp                  | Frankrike Anaïs Chevalier Marie Dorin Habert Quentin Fillon Maillet Martin Fourcade | Ryssland Olga Podtjufarova Tatiana Akimova Aleksandr Loginov Anton Sjipulin |          |
| 9. Världscupen i Kontiolax, 10–12 mars 2017                  |                                 |                                                                                   |                                                                                     |                                                                             |          |
| 12 mars 2017                                                 | Stafett singel                  | Österrike Lisa Hauser Simon Eder                                                  | USA Susan Dunklee Lowell Bailey                                                     | Tyskland Laura Dahlmeier Roman Rees                                         |          |
| 12 mars 2017                                                 | Stafett (2 × 6 km + 2 × 7,5 km) | Frankrike Marie Dorin Habert Anaïs Bescond Simon Desthieux Quentin Fillon Maillet | Tyskland Nadine Horchler Maren Hammerschmidt Benedikt Doll Arnd Peiffer             | Ukraina Irina Varvjnets Olga Abramova Serhij Semenov Dmytro Pidrutjnyj      |          |

## Världscupställningar

### Herrar
| Pl. | Namn                 | Poäng |
| --- | -------------------- | ----- |
| 1.  | Martin Fourcade      | 1322  |
| 2.  | Anton Sjipulin       | 918   |
| 3.  | Johannes Thingnes Bø | 812   |
| 4.  | Arnd Peiffer         | 746   |
| 5.  | Simon Schempp        | 741   |

| Pl. | Namn                 | Poäng |
| --- | -------------------- | ----- |
| 1.  | Martin Fourcade      | 484   |
| 2.  | Julian Eberhard      | 345   |
| 3.  | Emil Hegle Svendsen  | 276   |
| 4.  | Arnd Peiffer         | 275   |
| 5.  | Johannes Thingnes Bø | 269   |

| Pl. | Namn                 | Poäng |
| --- | -------------------- | ----- |
| 1.  | Martin Fourcade      | 162   |
| 2.  | Anton Sjipulin       | 126   |
| 3.  | Lowell Bailey        | 117   |
| 4.  | Johannes Thingnes Bø | 115   |
| 5.  | Lars Helge Birkeland | 103   |

| Pl. | Namn                 | Poäng |
| --- | -------------------- | ----- |
| 1.  | Martin Fourcade      | 502   |
| 2.  | Anton Sjipulin       | 392   |
| 3.  | Arnd Peiffer         | 298   |
| 4.  | Johannes Thingnes Bø | 278   |
| 5.  | Emil Hegle Svendsen  | 249   |

| Pl. | Namn                   | Poäng |
| --- | ---------------------- | ----- |
| 1.  | Martin Fourcade        | 248   |
| 2.  | Simon Schempp          | 231   |
| 3.  | Anton Sjipulin         | 177   |
| 4.  | Jean-Guillaume Béatrix | 168   |
| 5.  | Erik Lesser            | 165   |

| Pl. | Namn      | Poäng |
| --- | --------- | ----- |
| 1.  | Ryssland  | 259   |
| 2.  | Frankrike | 242   |
| 3.  | Tyskland  | 237   |
| 4.  | Norge     | 228   |
| 5.  | Österrike | 216   |

### Damer
| Pl. | Namn               | Poäng |
| --- | ------------------ | ----- |
| 1.  | Laura Dahlmeier    | 1211  |
| 2.  | Gabriela Koukalová | 1089  |
| 3.  | Kaisa Mäkäräinen   | 971   |
| 4.  | Marie Dorin Habert | 856   |
| 5.  | Dorothea Wierer    | 719   |

| Pl. | Namn               | Poäng |
| --- | ------------------ | ----- |
| 1.  | Gabriela Koukalová | 377   |
| 2.  | Laura Dahlmeier    | 372   |
| 3.  | Kaisa Mäkäräinen   | 337   |
| 4.  | Marie Dorin Habert | 297   |
| 5.  | Justine Braisaz    | 281   |

| Pl. | Namn               | Poäng |
| --- | ------------------ | ----- |
| 1.  | Laura Dahlmeier    | 180   |
| 2.  | Vanessa Hinz       | 103   |
| 3.  | Alexia Runggaldier | 96    |
| 4.  | Gabriela Koukalová | 95    |
| 5.  | Olena Pidhrusjna   | 83    |

| Pl. | Namn               | Poäng |
| --- | ------------------ | ----- |
| 1.  | Laura Dahlmeier    | 405   |
| 2.  | Gabriela Koukalová | 384   |
| 3.  | Kaisa Mäkäräinen   | 368   |
| 4.  | Marie Dorin Habert | 346   |
| 5.  | Dorothea Wierer    | 286   |

| Pl. | Namn               | Poäng |
| --- | ------------------ | ----- |
| 1.  | Gabriela Koukalová | 265   |
| 2.  | Laura Dahlmeier    | 254   |
| 3.  | Kaisa Mäkäräinen   | 207   |
| 4.  | Julija Dzjyma      | 162   |
| 5.  | Dorothea Wierer    | 156   |

| Pl. | Namn      | Poäng |
| --- | --------- | ----- |
| 1.  | Tyskland  | 300   |
| 2.  | Frankrike | 248   |
| 3.  | Ukraina   | 224   |
| 4.  | Norge     | 202   |
| 5.  | Tjeckien  | 197   |

| Pl. | Namn      | Poäng |
| --- | --------- | ----- |
| 1.  | Tyskland  | 7448  |
| 2.  | Frankrike | 7416  |
| 3.  | Ryssland  | 7192  |
| 4.  | Norge     | 7181  |
| 5.  | Österrike | 6926  |

| Pl. | Namn      | Poäng |
| --- | --------- | ----- |
| 1.  | Tyskland  | 7951  |
| 2.  | Frankrike | 7646  |
| 3.  | Ukraina   | 6605  |
| 4.  | Tjeckien  | 6547  |
| 5.  | Italien   | 6481  |

| Pl. | Namn      | Poäng |
| --- | --------- | ----- |
| 1.  | Tyskland  | 7448  |
| 2.  | Frankrike | 7416  |
| 3.  | Ryssland  | 7192  |
| 4.  | Norge     | 7181  |
| 5.  | Österrike | 6926  |

| Pl. | Namn      | Poäng |
| --- | --------- | ----- |
| 1.  | Tyskland  | 7951  |
| 2.  | Frankrike | 7646  |
| 3.  | Ukraina   | 6605  |
| 4.  | Tjeckien  | 6547  |
| 5.  | Italien   | 6481  |

| Pl. | Namn      | Poäng |
| --- | --------- | ----- |
| 1.  | Tyskland  | 264   |
| 2.  | Frankrike | 257   |
| 3.  | Österrike | 201   |
| 4.  | Norge     | 195   |
| 5.  | Ryssland  | 195   |